# 오토 레더러

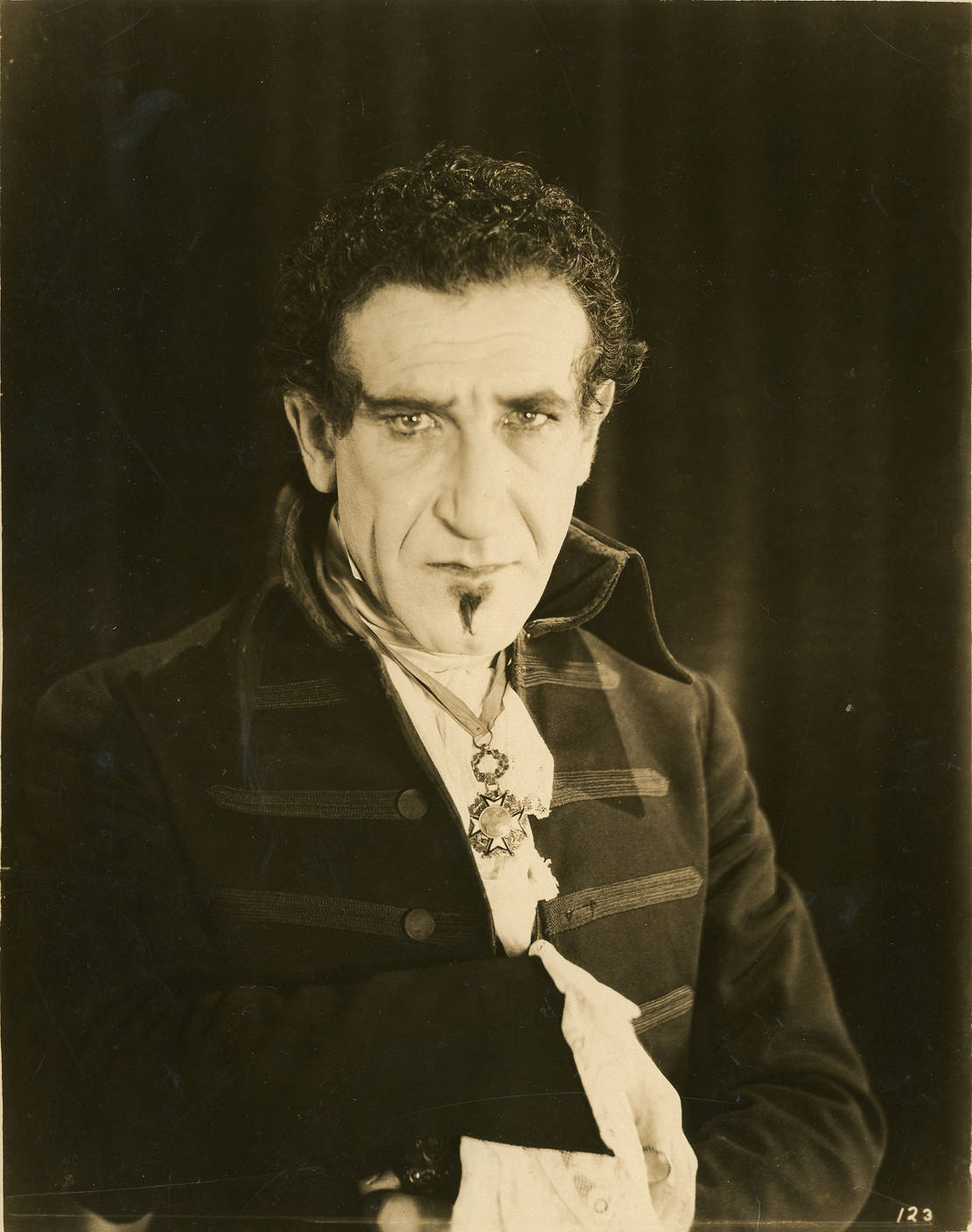

오토 레더러(Otto Lederer, 1886년 4월 17일 ~ 1965년 9월 3일)는 미국의 배우, 영화 감독이다.
프라하에서 태어났으며 우들랜드힐스에서 사망하였다. 포리스트 론 메모리얼 파크에 매장되었다.

## 영화
- 래스퓨틴 앤 더 엠프리스 (1932년)
- 재즈 싱어 (1927년)
- 왕중왕 (1927년)